# Vjekoslav Majer
Vjekoslav Majer (Zagreb, 27. travnja 1900. – Zagreb, 4. prosinca 1975.) bio je hrvatski književnik.

## Životopis
U Zagrebu je pohađao Trgovačku akademiju i studirao glazbu. Od 1928. do 1937. živio je u Beču. 
Pripada naraštaju hrvatskih pisaca koji su se pojavili nakon Prvog svjetskog rata.
Godine 1969. dobio je nagradu "Vladimir Nazor" za životno djelo.

## Filmske i televizijske adaptacije
Više njegovih djela bilo je ekranizirano. Roman Dnevnik očenašeka pretvoren je u istoimenu televizijsku seriju, novela Dnevnik maloga Perice bila je predložak dva filma, Gospodin Fulir (1964) i Tko pjeva zlo ne misli (1970), a jedno djelo filma Znanstveno dopisivanje (1978).

## Djela
- Pjesme zabrinutog Evropejca
- Pepić u vremenu i prostoru
- Svirač i svijet
- Moj učitelj
- Snijeg se topi
- Život puža
- Dnevnik Očenašeka
- Dnevnik malog Perice
- Pjesme
- Breze kanarinci kiša
- Zagrebački feljtoni
- U utrobi Zagrebačke gore
- Otvaram prozor
- Svjetiljka na Griču

## Vanjske poveznice
- LZMK / Proleksis enciklopedija: Majer, Vjekoslav
- LZMK / Hrvatski biografski leksikon: Majer, Vjekoslav (Martina Kokolari, 2018. – 2021.)